# گوستل مولاث
گوستل فردیناند مولاث (به انگلیسی: Gustl Ferdinand Mollath) (زاده ۷ نوامبر ۱۹۵۶ در نورنبرگ) یک مرد آلمانی است که طی یک محاکمه جنایی در سال ۲۰۰۶ به دلیل کاهش مسئولیت کیفری تبرئه شد. او در یک بیمارستان روانی حفاظت شده نگه‌داری می‌شد زیرا دادگاه او را خطری برای عموم تلقی و بر اساس تشخیص‌های کارشناسی اختلال شخصیت پارانوئید، او را دیوانه اعلام کرده بود. زمانی که عناصر توهمات احتمالی او در مورد فعالیت‌های پولشویی در یکی از بانک‌های بزرگ صحت یافتند، این قضاوت مبنای بحث و جدل قرار گرفت. مولاث مدام مدعی شده بود که توطئه‌ای برای حبس کردن او در بخش مراقبت‌های روان‌پزشکی به دلیل دانش مجرمانه‌اش وجود داشته‌است. شواهدی که در سال ۲۰۱۲ کشف شد، ادعاهای او را قابل قبول جلوه داد.